# Hoplofobia
Hoplofobia (z gr. ὅπλον hoplon - tarcza i φόβος phóbos - strach, lęk) – polityczny neologizm oznaczający „strach przed bronią palną” lub „strach przed uzbrojonymi obywatelami”.  
Pojęcie zostało użyte po raz pierwszy w 1962 r. przez emerytowanego pułkownika Piechoty Morskiej USA Jeffa Coopera jako pejoratywne określenie „irracjonalnej niechęci do broni”. Hoplofobia nie jest rozpoznaną fobią w rozumieniu medycznym.